# Thaumasia decemguttata
Thaumasia decemguttata är en spindelart som beskrevs av Cândido Firmino de Mello-Leitão 1945. 
Thaumasia decemguttata ingår i släktet Thaumasia och familjen vårdnätsspindlar. Inga underarter finns listade i Catalogue of Life.